# Georg Friedrich Puchta
Georg Friederich Puchta (Cadolzburg, 31 agosto 1798 – Berlino, 8 gennaio 1846) è stato un giurista tedesco.
Uno dei principali esponenti della Scuola Pandettistica, i suoi contributi influirono notevolmente sulle dottrine romanistiche successive.
Viene citato da moltissimi autori per la sua difesa del soggetto del diritto, come in Kelsen

## Biografia
Nato a Kadolzburg in Baviera da un noto magistrato di Ansbach, Wolfgang Heinrich Puchta, di famiglia protestante boema immigrata in Germania, il giovane Georg subì già nel ginnasio di Norimberga l'influsso personale di Hegel, cosa che come vedremo si farà avvertire durevolmente in tutta la sua opera, fortemente impregnata di propensioni filosofiche. Cominciò lo studio della giurisprudenza nel 1816 nell'università di Erlangen, dove insegnava il famoso professore Christian Friedrich von Glück. Sul Glück ha detto Puchta: "Jede Universität ist freilich mit einem Pfahl im Fleisch geplagt, aber die hiesige Fakultät hat, wenn Glück stirbt, nichts als Pfähle". La sua rapida e brillante carriera accademica, che attraverso Monaco (1828), Marburgo (1835) e Lipsia (1837) già nel 1842 lo conduce alla cattedra di Savigny (resasi vacante per la nomina a ministro del Savigny), sarà precocemente interrotta dalla morte, avvenuta a Berlino nel 1846.

## La teoria delle fonti in"Diritto consuetudinario"
Ma vediamo quindi le linee fondamentali del suo pensiero attraverso un'analisi delle sue opere maggiori.

Nei due volumi del “Diritto consuetudinario”, Puchta percorre definitivamente fino in fondo il cammino, ormai inevitabile per la Pandettistica, dal Volksgeist al monopolio del diritto da parte dei giuristi.
Riallacciandosi al Beruf di Savigny e portandolo alle estreme conseguenze, Puchta, con lo strumento della dialettica storica hegeliana, come si sa caratterizzata dalla dinamica tripartizione nei momenti della tesi, dell'antitesi e della sintesi, divide la vita dei popoli in tre fasi successive identificate come:
- il periodo dell'innocenza
- il periodo del pluralismo
- il periodo della scientificità

in cui il molteplice si comporrebbe “a più elevata unità”.

Queste tre fasi corrispondono ai tre momenti della formazione della consuetudine e del diritto in genere, caratterizzate da una decrescente partecipazione del popolo.

A differenza infatti di quanto si riscontra nelle prime due fasi, nell'ultima fase, corrispondente al momento storico dello scrittore, alla produzione del diritto sarebbe ormai chiamato soltanto il giurista provvisto di una formazione scientifica, a cui viene attribuito, in quanto “organo” del popolo, un monopolio sulla teoria e sulla prassi giuridica. In altre parole Puchta attribuisce la funzione di promotori della produzione del diritto ai soli giuristi scientificamente educati, in quanto unici e validi rappresentanti e interpreti, in una fase storica caratterizzata dalla scientificità, del pensiero e della volontà popolari.

Questa dottrina delle fonti elaborata dall'autore viene così ad assolvere il doppio compito di assegnare all'operatore scientifico del diritto una missione creativa di derivazione di nuove regole dalle concettualizzazioni giuridiche e al tempo stesso di elevare a dignità di fonte il prodotto di questa attività scientifica.

Forte del monopolio che, nella linea del Savigny, ma con maggior rigore, aveva così attribuito ai giuristi, egli pose mano ad un'opera sistematica, le già richiamate Pandekten, che, prendendo per lo più le mosse da proposizioni delle fonti romane, mirava a costruire concetti e collegarli logicamente l'uno all'altro, derivando da essi principi e regole per la soluzione dei casi della vita presente.

Ci preme ora, in particolare, mettere in rilievo quali siano state le tematiche trattate in quest'opera:
1. Delle disposizioni di diritto (Buch 1.)
2. Dei rapporti di diritto (Buch 2.)
3. Dell'uso delle disposizioni di diritto ai rapporti di diritto (Buch 3.)
4. I diritti della persona propria (Buch 4.)
5. I diritti sulle cose (Buch 5.)
6. I diritti sugli atti (Buch 6.)
7. I diritti delle persone (Buch 7.)
8. Il diritto delle successioni (Buch 8.)
9. Diritti su un patrimonio eccetto il diritto di successione (Buch 9.).

Appare evidente la notevole estensione di questo sistema. Inoltre c'è da ricordare che la "piramide puchtiana" veniva completata nelle Pandekten da una serie di Kapiteln, suddivisi a loro volta ulteriormente.

## Il metodo scientifico nel"Corso di Istituzioni"
L'altra fondamentale opera del Puchta che deve essere ricordata, ultima in ordine cronologico, è il suo Corso di Istituzioni (Kursus der Institutionen (Leipzig, 1841-1847), opera a carattere storico, contenente comunque anch'essa importanti spunti metodologici.

Ma vediamo più in dettaglio tale metodo scientifico del Puchta: elemento fondamentale è la costruzione della sua piramide concettuale, cioè di una scala dei concetti a partire dagli assiomi e giù giù senza interruzioni, rendendo possibile una rigorosa deduzione delle varie massime e decisioni giuridiche.

È Puchta stesso a parlare di una “genealogia dei concetti”: il giurista deve poter “seguire” in entrambi i sensi il flusso di ciascun concetto attraverso i singoli anelli intermedi che hanno avuto parte al suo sviluppo, deve divenire cosciente della “origine” di ciascun diritto soggettivo risalendo verso l'alto fino al concetto del diritto in assoluto per poter poi ridiscendere da questo concetto supremo ed arrivare di nuovo ai singoli concetti di diritti soggettivi.

Ciò nel senso che il giurista poteva seguire la scala discendente e dedurre il concetto più particolare, ad esempio quello di diritto soggettivo, da quello più generale, a priori kantiano del sistema, e cioè il concetto filosofico-giuridico di libertà; oppure poteva percorrere la scala ascendente risalendo al concetto più generale, ad esempio quello di negozio giuridico, partendo dall'insieme di quelli più specifici, ad esempio: contratto, testamento, matrimonio.

La legittimità di ogni massima giuridica si fonda ora esclusivamente sulla sua precisione sistematica, sulla sua verità logica e razionalità: la produzione giuridica non è altro che “sviluppo per derivazione concettuale”. Con ciò si introduce quindi quel procedimento, che il giovane Jhering fortemente vicino alla sistematica pandettistica esalterà come “giurisprudenza costruttiva”, in forza del quale i principi e le decisioni vengono dedotte dal concetto.

Questo nuovo metodo deduttivo dà spazio al giurista per una costruzione speculativa o produttiva sottoposta soltanto al limite della “coerenza logica interna”. Puchta ascrive espressamente ad un tale procedimento la capacità di produrre diritto: attraverso di esso è possibile portare alla luce, come “frutto di deduzione scientifica”, massime giuridiche nascoste nella coscienza giuridica nazionale che non siano riuscite a manifestarsi né nella convinzione popolare né nella legge.

Il diritto è infatti “qualcosa di razionale”: contiene al suo interno “il seme del proprio completamento, attraverso i principi sui quali poggia e attraverso la sua natura razionale, che permette di inferire da una proposizione un'altra, derivata dalla prima per interna necessità”. Con tale nuova impostazione metodologico-sistematica il Puchta non solo influenzò, come si è già osservato, lo stesso Savigny ma venne a dare inizio alla pandettistica e a quella che fu più tardi chiamata Begriffsjurisprudenz o «giurisprudenza dei concetti».

Tutte le caratteristiche proprie di tali scuole sono infatti qui già espressamente delineate o quantomeno implicitamente deducibili: l'attenzione alla sistematica, l'importanza del concetto, l'idea dell'intrinseca completezza del sistema giuridico da cui è inevitabile derivare la sua impermeabilità a istanze esterne.